# موتور حبیب کهرازهی
موتور حبیب کهرازهی یا موتور شماره ۳۹ روستایی در دهستان ریگ ملک بخش ریگ ملک شهرستان میرجاوه استان سیستان و بلوچستان ایران است.

## جمعیت
بر پایه سرشماری عمومی نفوس و مسکن در سال ۱۳۹۵ جمعیت این مکان ۴۵ نفر (۱۱خانوار) بوده‌است.
ریس شواری این روستا محمد امین کهرازهی